# Магнетар

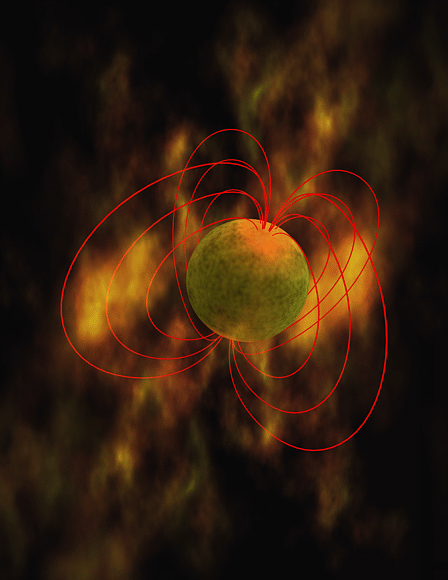
Магнетар в уяві художника.

Магнетар або  магнітар — нейтронна зоря з надпотужним магнітним полем (1013–1015 Гс), модель якої запропонували Роберт Дункан та Крістофер Томпсон 1992 року для пояснення м'яких повторюваних гамма-спалахів (англ. soft gamma repeater, SGR).

## Історія дослідження
Вперше таке джерело, в ході наукового експерименту «Конус», в 1979 році спостерігали радянські астрономи. Проміжки часу між гамма-спалахами таких джерелах нерегулярні.
Станом на листопад 2023 року, астрономам відомо близько 30 магнетарів.

## Модель магнітара
Кількість енергії, яка викидається при звичайному спалаху, що триває декілька десятих секунд, порівняна з енергією, що її випромінює Сонце за цілий рік. Чотири відомих SGR розташовані в межах нашої галактики і тільки один за її межами. Ці неймовірні вибухи енергії можуть бути викликаними зоретрусами — процесами розриву твердої поверхні (кори) нейтронної зорі та викиду із її надр потужних потоків протонів, які захоплюються магнітним полем і випромінюють у гамма- та рентгенівських областях електромагнітного спектру.
Модель магнітара запропонували для пояснення цих потужних гамма та рентгенівських спалахів. Це нейтронна зоря з надзвичайно потужним магнітним полем. Якщо нейтронна зоря народжується, швидко обертаючись, то спільний вплив обертання і конвекцїї, яка грає важливу роль в перші декілька секунд існування нейтронної зорі, може створити потужне магнітне поле в результаті складного процесу, відомого як «активне динамо» (аналогічно тому, як магнітне поле створюється всередині Землі та Сонця). Теоретики були здивовані, що таке динамо, працюючи в гарячій (~1010 K) нейтронній зорі, може створювати магнітне поле з напруженістю ~1015 Гс. Після охолодження (через декілька десятків секунд), конвекція та динамо припиняють свою дію. 
Іншим загадковим типом об'єктів, які випромінюють потужне рентгенівське випромінювання під час періодичних вибухів, є так звані аномальні рентгенівські пульсари (англ. Anomalous X-ray Pulsars, AXP). Вони відрізняються від звичайних рентгенівських пульсарів тим, що випромінюють тільки в рентгенівському діапазоні. Вчені вважають, що SGR та AXP є фазами життєвого циклу одного і того ж класу об'єктів, а саме магнітарів, або нейтронних зір, які випромінюють м'які гамма-кванти, що беруть енергію із магнітного поля.
SGR характеризують швидкими періодами обертання (~0,001 с), а AXP — повільним (5–12 с). На сьогодні відомо 6 AXP та 2 кандидати на AXP. 
Хоча магнітар довгий час існує лише як теоретична модель, а даних, які б достовірно підтверджували їхнє існування — не має, зусилля вчених не залишаються марними. Так, 23 липня 2023 року, в науковому журналі Nature група вчених опублікувала результати дослідження, в ході якого вони виявили сигнали, джерелом яких може бути саме магнітар з дуже повільним обертанням. Дані загадкові радіосигнали надходять з віддаленої точки, розташованої в нашій Галактиці приблизно за 15 тисяч світлових років від Землі. Дослідники ухвалили припущення, що цей сигнал може випромінюватися дотепер невідомим типом зірки. Цей незвичайний об'єкт отримав назву GPM J1839-10, і його радіосигнали мають цікавий особливий характер. Він випромінює радіохвилі з інтервалом у 22 хвилини, що є надзвичайно повільною частотою порівняно з іншими пульсуючими радіохвилями. Додатково варто зазначити, що науковці зуміли відслідкувати ці сигнали протягом 33 років, проте до цього часу вони були віддалені від уваги дослідників. Разом з цим, дослідники зазначають, що якщо це дійсно магнітар, тоді цей об'єкт не повинен генерувати радіохвилі. Разом з тим, виявлено не просто невеликий радіосигнал, а радіовипромінювання, яке триває вже декілька десятків років. Відкриття GPM J1839-10 та запропоноване вченими припущення щодо походження цих дивних радіосигналів залишається викликом для науки, і дослідники продовжують працювати над вирішенням цієї загадки.
Відкриття 2023 року в пошуці зірок, які в майбутньому стануть магнітарами, вселило оптимізм науковцям, які працюють над розгадкою цього явища. 
Дослідники з Амстердамського університету, спільно з колегами, виявили живу зірку, яка, цілком ймовірно, стане магнітаром. Ця знахідка знаменує собою відкриття нового типу астрономічних об’єктів — масивних магнітних гелієвих зірок і проливає світло на походження магнітарів. Виявлене магнітне поле центральної зірки в HD 45166, яка розташована приблизно за 3000 світлових років від нас у сузір’ї Єдинорога, перевершило всі відомі наукові моделі та склало дивовижні 43 000 Гс. Для порівняння, магнітне поле Землі становить лише 0,5 Гс. Моделюючи еволюцію зорі, науковці визначили, що вона за кілька мільйонів років спалахне надновою та під дією власної гравітації колапсує у нейтронну зорю радіусом у 12 кілометрів. У ході цього процесу, її магнітне поле ще більше посилиться та сягне близько 100 трильйонів Гс.

## Кандидати
Станом на 2009 рік відомі такі кандидати у магнетари[джерело?]:
- Джерела повторних гама спалахів
  - SGR 1900+14
  - SGR 1627-41
  - SGR 1806-20
  - SGR 0526-66
  - SGR 1801-23
  - SGR 0501+4516[a]
- Аномальні рентгенівські пульсари
  - 1E 1547.0-5408
  - XTE J1810-197
  - 1E 1048.1-5937
  - AX J1845-0258 (не підтверджений)
  - 1E 2259+586
  - CXOU J010043.1-721134
  - 4U 0142+61
  - CXO J164710.2-455216
  - 1RXS J170849.0-400910
  - 1E 1841-045